# Cypripedium debile
Espèce
Statut de conservation UICN

 VU B2ab(ii,iii,v) : Vulnérable
Statut CITES
Cypripedium debile est une espèce d'orchidées du genre Cypripedium originaire de Chine et du Japon.